# レッスルアリーナ
レッスルアリーナは、テレビ埼玉で放送されていたプロレス中継番組。

## 概要
- 2009年、アイスリボンの道場兼試合会場「イサミレッスル武闘館（現：レッスル武闘館）」が埼玉県蕨市南町に完成したのを機に大日本プロレスの番組「大日大戦」の後継番組として放送開始。
- アイスリボン及び同団体の別ブランド「プロレスリング・ワラビー（現：プロフェッショナルレスリング・ワラビー）」の試合中継を中心に送っていた。